# Zareczcza (rejon borysowski)
Zareczcza (biał. Зарэчча; ros. Заречье, Zarieczje) – wieś na Białorusi, w obwodzie mińskim, w rejonie borysowskim, w sielsowiecie Msciż. W 2009 roku liczyła 44 mieszkańców.